# Дзё Хисаиси
Джо Хисаиси или Дзё Хисаиси (яп. 久石 譲 Хисаиси Дзё:, род. 6 декабря 1950, Нагано) — японский композитор. Настоящее имя — Мамору Фудзисава (яп. 藤澤 守 Фудзисава Мамору). «Хисаиси Джо» (Hisaishi Joe) — псевдоним, фонетически имитирующий имя американского композитора Куинси Джонса.

## Биография
Хисаиси начал заниматься музыкой с пяти лет, беря уроки игры на скрипке. Музыкальным минимализмом, определившим характерное звучание его музыки, он заинтересовался во время учёбы в музыкальном колледже, куда поступил в 1969 году для прохождения обучения по специальности композитор. Слушал джаз, а также классическую музыку: Шостаковича, Шёнберга, Веберна, Берга и Булеза. Особенно Хисаиси вдохновил альбом A Rainbow in Curved Air Терри Райли. Вслед за этим изучал таких композиторов-минималистов, как Стивен Райх, Филип Гласс и Арво Пярт. Брал уроки у Такэо Ватанабэ.
Свой первый альбом, Information, он выпустил в 1982 году. В 1983 году Исао Такахата порекомендовал Хисаиси Хаяо Миядзаки для написания сопровождающего альбома к манге «Навсикая из Долины Ветров». Миядзаки так понравилась работа молодого музыканта, что он предложил ему написать музыку к фильму «Навсикая из Долины ветров». Работа над «Навсикаей» прославила Хисаиси. В благодарность он работал над всеми последующими фильмами Миядзаки.
Хисаиси рекордное количество раз (четыре) получал награду Японской Киноакадемии в номинации «Лучшая музыка к фильму». Три из них — награды за музыку к фильмам Такэси Китано («Сонатина» (1993), «Ребята возвращаются» (1996), «Фейерверк» (1997). Также он написал для Китано саундтреки фильмов «Сцены у моря» (1992), «Кикудзиро» (1999), «Брат якудзы» (2001) и «Куклы» (2002).
Помимо создания музыки для полнометражных художественных и анимационных фильмов, Хисаиси много работает для телевидения и участвует в создании рекламы. Он также создал музыкальное оформление Параолимпийских игр 1998 года в Нагано.
Хисаиси выпустил более 15 сольных альбомов. Он неоднократно выступал и записывался вместе с Лондонским филармоническим и Чешским филармоническим оркестрами. Особенно тесные отношения связывают Хисаиси с Новым японским филармоническим оркестром: в 2004 году он возглавил формирование внутри Нового японского филармонического оркестра — так называемый Мировой оркестр мечты (англ. World Dream Orchestra), исполняющий лёгкую для восприятия классическую и современную музыку, преимущественно в летние месяцы.